# Вёшковское сельское поселение
Вёшковское сельское поселение — упразднённое муниципальное образование в составе Угранского района Смоленской области России.
Административный центр — село Вёшки.
Образовано законом от 28 декабря 2004 года. Упразднено законом от 25 мая 2017 года с включением всех входивших в его состав населённых пунктов в Знаменское сельское поселение.

## Географические данные
- Расположение: северная часть Угранского района
- Общая площадь: 97,05 км²
- Граничит:
  - на севере — с Вяземским районом
  - на востоке — с Дрожжинским сельским поселением
  - на юге — с Великопольевским сельским поселением
  - на западе — с Михалёвским сельским поселением
- Крупная река: Волоста.
- По территории поселения проходит автодорога Р132 Вязьма — Калуга — Тула — Рязань.

## Население
| 2011 | 2012 | 2013 | 2014 | 2015 | 2016 | 2017 |
| ---- | ---- | ---- | ---- | ---- | ---- | ---- |
| 315  | ↘312 | ↘301 | ↘287 | ↘281 | ↘273 | ↘264 |

## Населённые пункты
На территории поселения находилось 13 населённых пунктов:
- Село Вёшки — административный центр
- Андроново, деревня
- Большие Ермаки, деревня
- Вороново, деревня
- Коньшино, деревня
- Коршуны, деревня
- Льнозавод, деревня
- Малые Ермаки, деревня
- Марфино, деревня
- Островки, деревня
- Согласие, деревня
- Тетерино, деревня
- Цинеево, деревня

## Экономика
Сельхозпредприятие «Вёшки», предприятие по переработке льна «Вёшки-лён» (не действует), переработка древесины.